# Richard G. Morris
Richard Graham Michael Morris (* 1948) ist ein britischer Neurowissenschaftler.
Er ist für die Entwicklung des Morris-Wasserlabyrinths bekannt, einer der derzeit am meisten verbreiteten Lernaufgaben für Nagetiere, und für seine Arbeiten über die Funktion des Hippocampus.
Derzeit ist Morris Direktor des Centre for Cognitive and Neural Systems (CCNS) in Edinburgh und der Wolfson Professor of Neuroscience an der Universität von Edinburgh.
Seit 1997 ist er Fellow der Royal Society, seit 2004 Mitglied der American Academy of Arts and Sciences, seit 2005 Fellow der American Association for the Advancement of Science, seit 2006 Mitglied der Königlich Norwegischen Wissenschaftlichen Gesellschaft, seit 2014 der EMBO und seit 2020 der National Academy of Sciences. Morris wurde 2007 zum Commander des Order of the British Empire ernannt. Für 2013 wurde ihm der Neuronal Plasticity Prize zugesprochen.